# Cleptometopus pseudolivaceus
Cleptometopus pseudolivaceus är en skalbaggsart som beskrevs av Stefan von Breuning 1975. Cleptometopus pseudolivaceus ingår i släktet Cleptometopus och familjen långhorningar. Inga underarter finns listade i Catalogue of Life.